# Robbie Deans
Robbie Deans (ur. 4 września 1959 w Cheviot) – nowozelandzki rugbysta, reprezentant kraju, następnie trener. Pięciokrotny zwycięzca Super 12/14 z Crusaders, triumfator National Provincial Championship oraz zdobywca Ranfurly Shield.

## Zawodnik
Już w dzieciństwie związany był z lokalnym Glenmark Rugby Club. Po ukończeniu lokalnych szkół trafił do Christ’s College, gdzie występował w pierwszym zespole wraz z o rok młodszym bratem Bruce'em oraz Jockiem Hobbsem. Prócz rugby uprawiał w szkole również krykieta i był następnie powoływany do regionalnych zespołów.
Występował w juniorskich drużynach regionalnego zespołu Canterbury, a w 1979 roku zadebiutował w drużynie seniorów jako łącznik ataku, lecz przeszedł na pozycję obrońcy, gdy w drużynie zaczął grać Wayne Smith. Drużyna ta w 1982 roku zdobyła Ranfurly Shield w meczu z Wellington, które to trofeum do 1985 roku obroniła jeszcze 25 razy, dodatkowo w 1983 roku zwyciężyła w National Provincial Championship – mistrzostwach regionów Nowej Zelandii. Deans w zespole Canterbury występował do 1990 roku zaliczając łącznie 1641 punktów w 147 meczach, co stanowi rekord regionu, karierę zawodniczą zakończył zaś w klubie Glenmark tuż przed podjęciem pracy trenerskiej.
W roku 1983 został powołany do reprezentacji kraju, zadebiutował w niej meczem z Edynburgiem pod koniec października, zaś dwa tygodnie później po raz pierwszy zagrał w testmeczu, a jego trzynaście punktów uratowało remis ze Szkotami. Po tym tournée pozostał w Europie i przez kilka miesięcy występował we francuskim klubie FC Grenoble. Jego kariera reprezentacyjna nie była jednak długa, bowiem o miejsce w składzie All Blacks rywalizował z faworyzowanymi wówczas Allanem Hewsonem i Kieranem Crowleyem. W 1984 roku jego celne kopy były kluczowe w zwycięskiej serii z Wallabies, późniejsza poważna kontuzja kolana wyeliminowała go z wyjazdu na Fidżi, zaś rok później wystąpił w meczach w Argentynie. Wiosną 1986 roku wraz z innymi nowozelandzkimi zawodnikami jako zespół Cavaliers udał się na nieusankcjonowane tournée do RPA, zaplanowana na poprzedni rok oficjalna seria meczów All Blacks została bowiem odwołana z powodu prowadzonej przez ten kraj polityki apartheidu. Cavaliers otrzymali wynagrodzenie za udział w tych meczach, Nowozelandzki Związek Rugby ukarał ich natomiast karą zawieszenia na dwa kolejne testmecze. Deans nie powrócił już do kadry, a ogółem w nowozelandzkich barwach zagrał w dziewiętnastu spotkaniach, w tym pięciu testmeczach.

## Trener
W 1991 roku prowadził zespół U-23 Canterbury Country, zaś przez kolejne cztery sezony związany był z jego drużyną seniorską. W 1997 roku objął stanowisko trenera Canterbury i już w pierwszym sezonie zwyciężył w National Provincial Championship, zaś dla regionu był to pierwszy triumf od czternastu lat. Z kolei w roku 2000, w ostatnim roku pracy z zespołem, zdobył Ranfurly Shield.
We wrześniu 1996 roku został zatrudniony jako menedżer występującego w Super 12 zespołu Crusaders i w roli tej pracował w sezonach 1997–1999, a w ostatnich dwóch drużyna triumfowała w rozgrywkach. Funkcję pierwszego trenera objął w roku 2000 i pełnił ją przez dziewięć sezonów do roku 2008. W tym okresie zespół jedynie dwukrotnie nie dotarł do finału rozgrywek – triumfował zaś pięciokrotnie (2000, 2002, 2005, 2006 i 2008), a uległ w decydującym spotkaniu w latach 2003 i 2004 – dodatkowo w 2002 roku Crusaders jako pierwsza drużyna zaliczyła sezon z samymi zwycięstwami. Został pierwszym trenerem, który przekroczył setkę spotkań w tych rozgrywkach, a jego bilans zamknął się 89 zwycięstwami, trzydziestoma porażkami i jednym remisem. Dało mu to nominacje i nagrody dla najlepszego trenera, zarówno na poziomie regionalnym, jak i krajowym.
W latach 2001–2003 znajdował się również w sztabie szkoleniowym All Blacks, którzy w tym czasie odzyskali Bledisloe Cup oraz dwukrotnie zwyciężyli w Pucharze Trzech Narodów. Spośród dwudziestu siedmiu spotkań tylko cztery zostały przegrane, jednak jedną z nich była porażka z Wallabies w półfinale Pucharu Świata 2003, po której pracę stracił zarówno John Mitchell, jak i jego asystenci. Cztery lata później zgłosił swoją kandydaturę na stanowisko selekcjonera kadry, posadę tę utrzymał jednak Graham Henry.
Deans zatem stanął wówczas do organizowanego po zakończeniu kadencji Johna Connolly’ego konkursu na trenera australijskiej reprezentacji i w połowie grudnia 2007 roku podpisał czteroletnią umowę zostając tym samym pierwszym w historii zagranicznym szkoleniowcem Wallabies. W 2011 roku doprowadził kadrę do pierwszego od dziesięciu lat triumfu w Pucharze Trzech Narodów oraz do trzeciego miejsca w Pucharze Świata, a jego kontrakt został przedłużony do końca roku 2013. Seria testmeczów podczas tournée British and Irish Lions 2013 zakończyła się porażką Australijczyków, toteż Deans złożył wypowiedzenie na pół roku przed upływem ważności umowy po siedemdziesięciu czterech spotkaniach na jej czele. Jego następcą wybrano Ewena McKenzie.
Pierwszą od 1997 roku przerwę od pracy trenerskiej poświęcił na pisanie książki opisującej jego karierę, w kwietniu 2014 roku został natomiast ogłoszony szkoleniowcem japońskiego zespołu Panasonic Wild Knights, któremu doradzał już w poprzednich latach.

## Varia
- Jego przodkowie, którzy przybyli pięć pokoleń wcześniej, na początku lat czterdziestych XIX wieku, byli jednymi z pierwszych europejskich osadników w tym regionie. Z rodziną związanych jest kilka lokalizacji w Christchurch[1].
- Studiował w Lincoln College, a następnie na University of Canterbury[40].
- Żonaty z Penny, trójka dzieci – syn Sam oraz córki Annabel i Sophie[1].
- Jego matka była odnoszącą sukcesy łyżwiarką figurową[1]. Reprezentantami Nowej Zelandii byli również jego wuj Bob Deans w 1905[3][41], brat Bruce Deans[3] oraz szwagier Jock Hobbs[42][43].